# La Rousse (Monaco)
Pour les articles homonymes, voir La Rousse.
La Rousse (monégasque : A Russa) est un quartier de Monaco, situé dans la partie est de la principauté. Ce quartier est plus connu, localement, sous le nom de Saint-Roman, divisé en deux secteurs, l'un monégasque, l'autre français sur la commune de Roquebrune-Cap-Martin.

## Présentation
Sa superficie est 0,17 km2. C'est le quartier le plus septentrional de la ville. Anciennement rattaché à Monte-Carlo, il s'agit d'un lieu essentiellement résidentiel, bien que la Tour Odéon, un complexe d'affaires, y ait été construite.